# Kevin Chamberlin

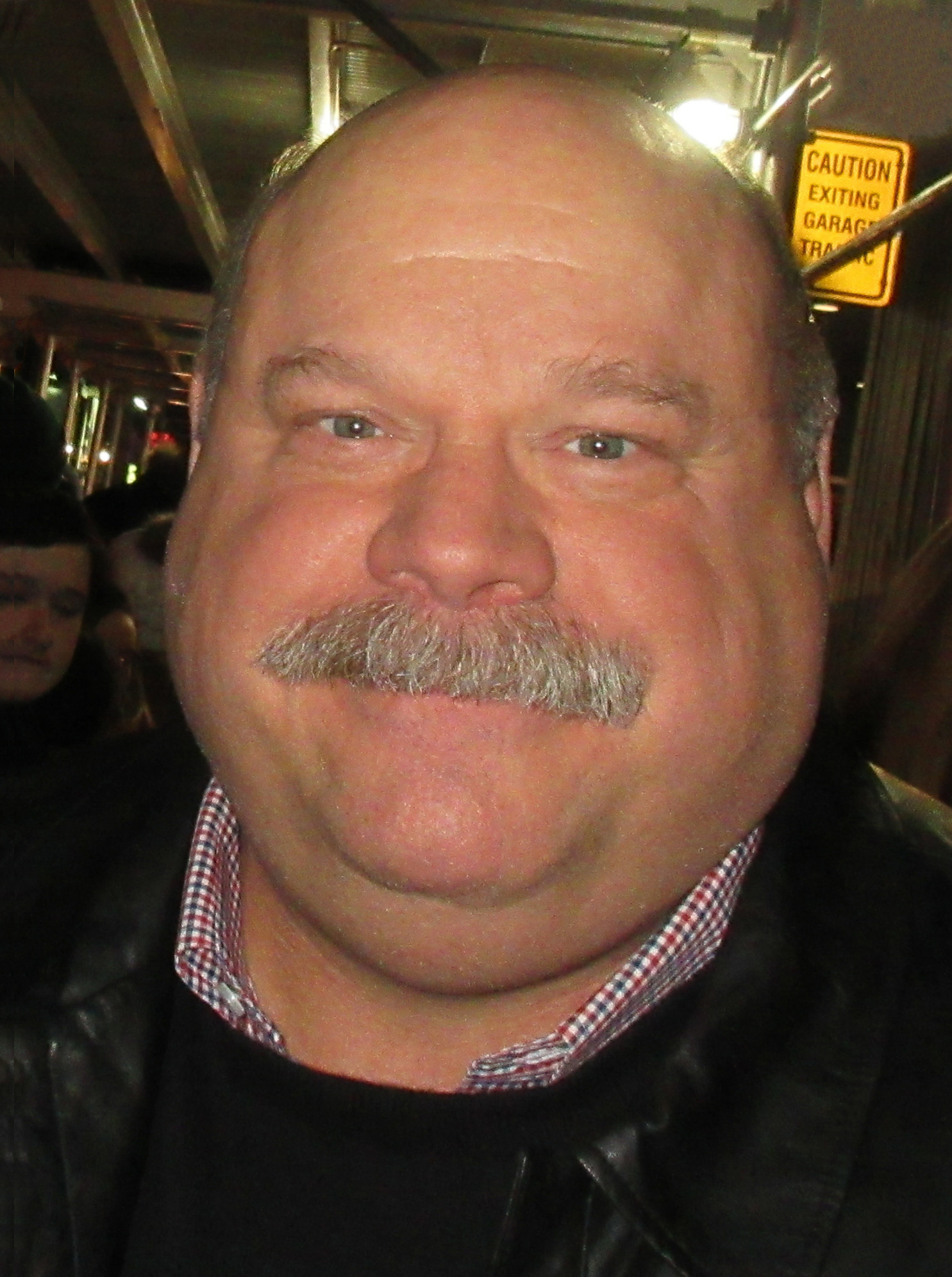
Kevin Chamberlin, 2019

Kevin Chamberlin (* 25. November 1963 in Baltimore) ist ein US-amerikanischer Schauspieler.

## Leben
Chamberlin wurde in Maryland geboren. Als er sieben Jahre alt war, zog seine Familie nach New Jersey in die Nähe von Philadelphia, wo er aufwuchs. Chamberlin besuchte die Rutgers University, wo er ein Schauspielstudium abschloss. Seine Schauspielkarriere begann er auf der Bühne, wo er in mehreren Aufführungen und Musicals auftrat. Für seine Leistungen wurde er für einen Tony Award und einen Drama Desk Award nominiert.
Nach mehreren Auftritten in Episoden von Fernsehserien war er 1995 im Actionfilm Stirb langsam: Jetzt erst recht als Bombenexperte zu sehen, womit ihm auch sein Debüt als Filmschauspieler gelang. Weitere bekannte Produktionen, in denen er mitspielte, sind der Film Trick von 1999 sowie Serien wie Law & Order und Heroes. Von 2011 bis 2015 hatte er in der Jugendserie Jessie die Hauptrolle des Butlers der Familie Ross inne.
Chamberlin lebt offen homosexuell.

## Filmografie
- 1992: Junge Schicksale (ABC Afterschool Specials)
- 1994: Ghostwriter
- 1995: Stirb langsam: Jetzt erst recht (Die Hard With a Vengeance)
- 1995: New York News
- 1997: In & Out
- 1998: Letters from a Killer
- 1999: Trick
- 1999: Earthly Possessions
- 2001: Herman U.S.A.
- 2001: Redemption
- 2001: Law & Order: Special Victims Unit
- 2002: Ed – Der Bowling-Anwalt
- 2002: Road to Perdition
- 2003: Without a Trace – Spurlos verschwunden (Without a Trace)
- 2003: Kingpin
- 2003: Frasier
- 2003: Nip/Tuck – Schönheit hat ihren Preis (Nip/Tuck)
- 2003: Immer wieder Jim
- 2004: Absolut relativ
- 2004: The D.A.
- 2004: Suspect Zero
- 2004: Verrückte Weihnachten
- 2005: Crossing Jordan – Pathologin mit Profil (Crossing Jordan)
- 2005: Listen Up!
- 2005: Bound by Lies
- 2005: Carl
- 2005: Jake in Progress
- 2005: Loudmouth Soup
- 2005: Inconceivable
- 2005: Sex, Love and Secrets
- 2006: Crumbs
- 2006: Lucky Number Slevin
- 2006: CSI: NY
- 2006: Queer Duck: The Movie
- 2006: So NoTORIous
- 2006: Twenty Good Years
- 2007: The Valley of Light
- 2007: Malsky
- 2007: Heroes
- 2007: Jack Ketchum’s Evil
- 2007: Smedresman
- 2007: State of Mind
- 2008: Sorry
- 2009: Taking Woodstock
- 2009: Better Off Ted – Die Chaos AG (Better Off Ted)
- 2010: Possessions
- 2011–2015: Jessie
- 2013: Teen Beach Movie (Fernsehfilm)
- 2015: Where the Bears Are (Webserie, Episode 4x18)
- 2015: Eine Weihnachtsmelodie (A Christmas Melody, Fernsehfilm)
- 2015: Modern Family (Episode 7x05)
- 2016: Camp Kikiwaka (Episode 2x01)
- 2018: Eine Reihe betrüblicher Ereignisse (A Series of Unfortunate Events, Fernsehserie, Episoden 2x05–2x06)
- 2019: Team Kaylie (Episode 1x05)
- 2020: The Prom
- 2022: Willkommen bei den echten Louds (The Really Loud House, Fernsehserie)
- 2023: Halloween bei den echten Louds (Fernsehfilm)